# Pismo linearne B

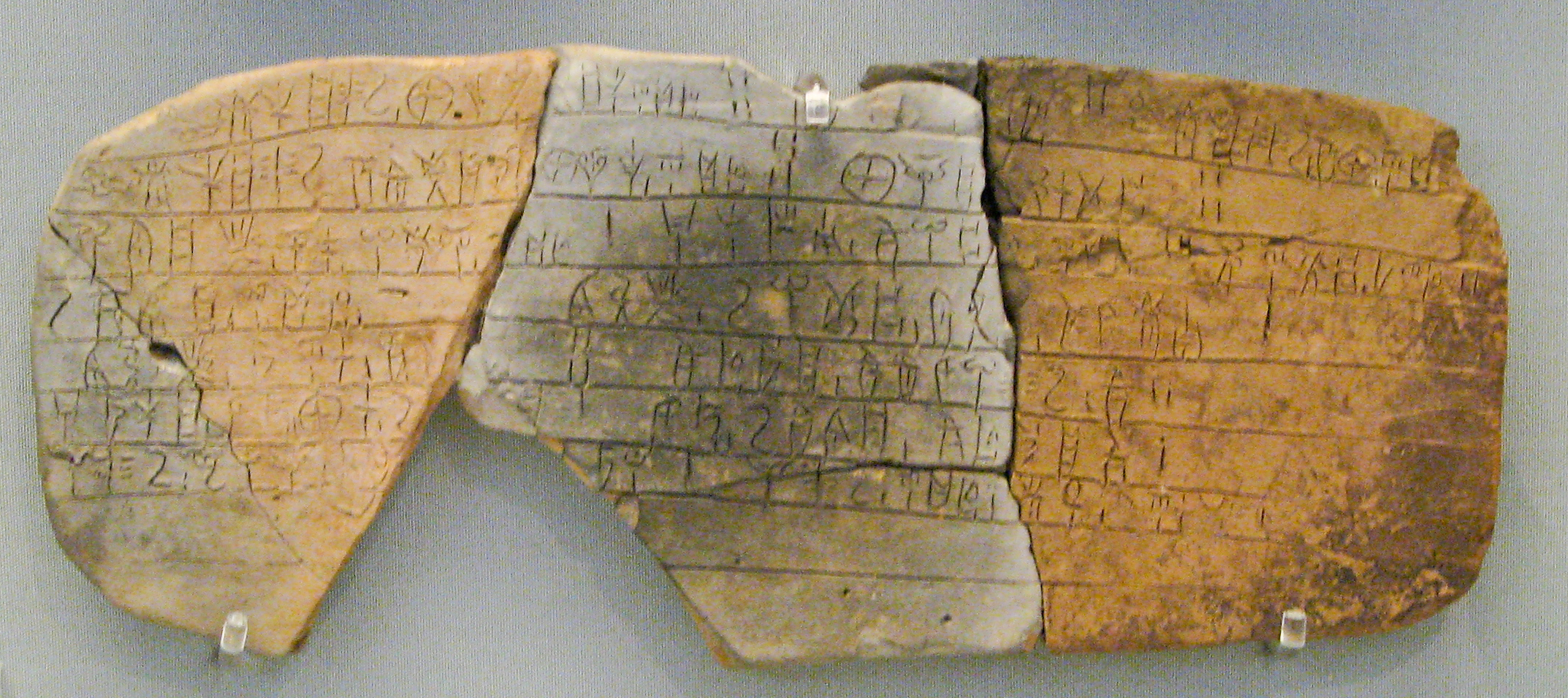
Tabliczka z pismem linearnym B

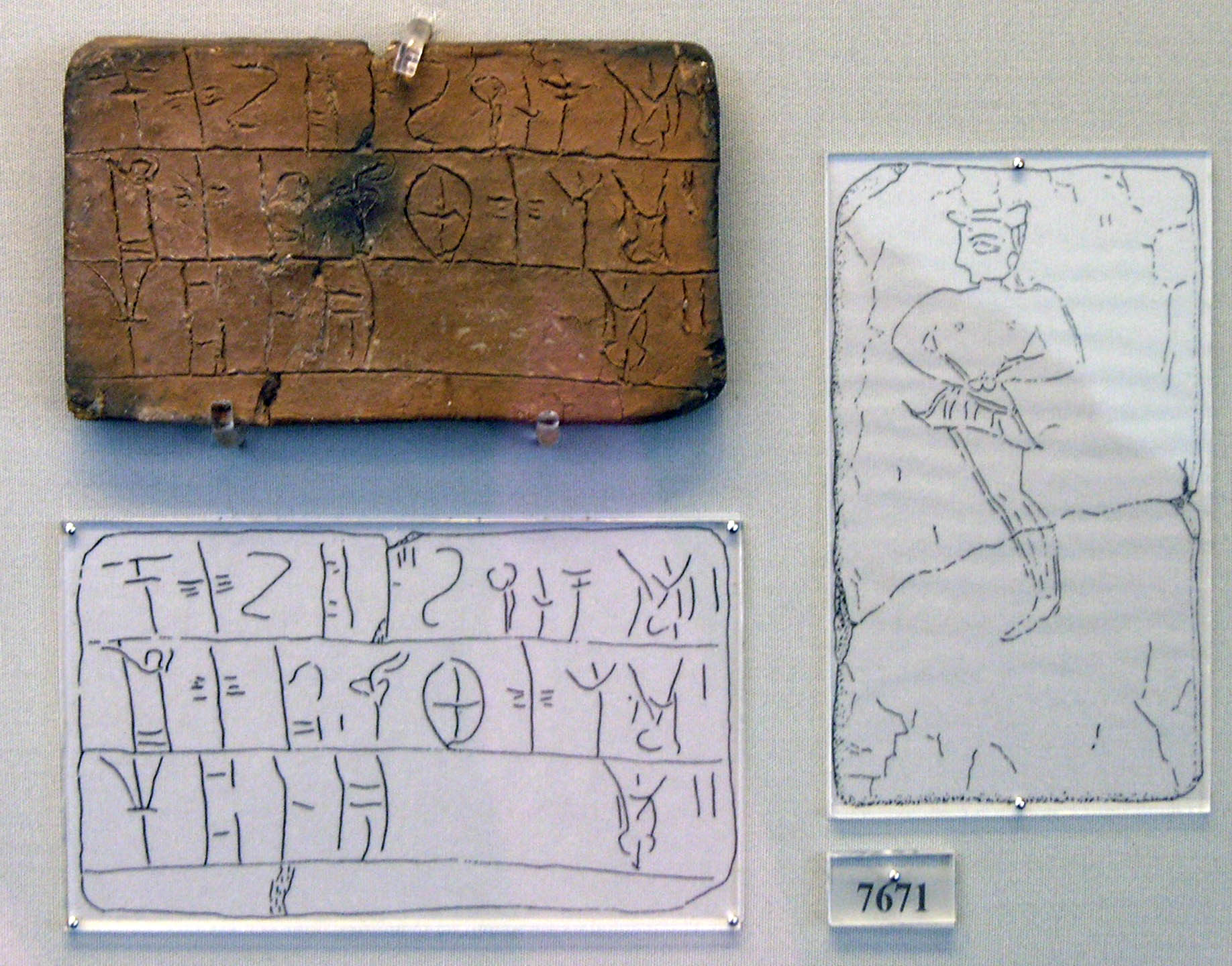
Tabliczka z Myken zapisująca ilość wełny do farbowania

Pismo linearne B – pismo mykeńskie odczytane przez angielskich uczonych Michaela Ventrisa i Johna Chadwicka w 1953.
W przeciwieństwie do pisma linearnego A służyło do zapisywania języka mykeńskiego, czyli jednej z form języka greckiego w przedklasycznej fazie rozwoju. Powstało jako modyfikacja pisma linearnego A w trakcie podbojów dokonywanych przez Kreteńczyków, celem stworzenia sprawnej administracji na terenach wasalnych władców i podbitych miast.
Zawiera około 90 znaków, w tym sylabicznych (samogłoski i sylaby otwarte) i niewielką liczbę ideogramów.
Gliniane tabliczki pokryte inskrypcjami w tym piśmie znaleziono w:
1. KN Knossos: około 4360 tablic (nie licząc tych zawierających pismo linearne A);
2. PY Pylos: 1087 tablic;
3. TH Tebach: 99 tablic + 238 opublikowanych w 2002 (L. Godart i A. Sacconi, 2002);
4. MY Mykenach: 73 tablice;
5. TI Tiryns: 27 tablic;
6. KH Chania: 4 tablice.

## Historia odczytania pisma linearnego B
Na początku XX w. angielski archeolog Sir Arthur Evans rozpoczął prace wykopaliskowe w Knossos, starożytnym mieście położonym na wyspie Krecie. Podczas tych prac odkrył znaczną liczbę glinianych tabliczek zapisanych nieznanym wcześniej pismem. Evans wkrótce odkrył, że pismo na starszych tabliczkach różniło się od pisma z tabliczek późniejszych. Te pierwsze Evans nazwał pismem linearnym A. Pismo na młodszych tabliczkach, których było dużo więcej, zostało nazwane pismem linearnym B. Evans poświęcił kilkadziesiąt lat na odszyfrowanie obu rodzajów pisma, jednak bez rezultatu.
Za część problemów związanych z odczytaniem pisma linearnego należy winić samego Evansa. Archeolog ten bardzo mocno wierzył, że cywilizacja kreteńska, z którą związane było pismo linearne B, używała do pisania hipotetycznego języka, który został przez niego nazwany minojskim (nazwa pochodzi od mitycznego władcy wyspy Minosa). Dzięki swoim ogromnym wpływom w świecie akademickim Evans skutecznie odcinał od badań tych, którzy dopuszczali możliwość, jakoby pismo linearne B mogło mieć jakieś związki z językiem greckim, pomimo pewnych przesłanek wskazujących na słuszność tej hipotezy.
W 1936 roku w jednym z publicznych odczytów Arthura Evansa wziął udział czternastoletni wówczas Michael Ventris, który dość wcześnie zainteresował się archeologią dzięki matce, która często zabierała go do British Museum. Mając lat siedem przeczytał książkę o hieroglifach, napisaną po niemiecku. Wykład Evansa na temat cywilizacji minojskiej i związanego z nią pisma linearnego rozbudził zainteresowanie Ventrisa tą tematyką do tego stopnia, że w 1940 roku prestiżowe czasopismo archeologiczne American Journal of Archeology opublikowało jego pierwszy artykuł naukowy na ten temat. Zataił wówczas swój wiek, ponieważ obawiał się, że nikt nie potraktuje go poważnie. W artykule tym wysunął hipotezę, że język minojski jest spokrewniony bardziej z językiem etruskim niż z greckim, popierając tym samym tezę Evansa.
W tym samym roku zmarł Arthur Evans, co umożliwiło innym badaczom uzyskać dostęp do oryginalnych tabliczek z Knossos. Jedną z tych osób była Alice Kober, filolog klasyczna z Brooklyn College. Zauważyła ona, że w niektórych słowach zapisanych pismem linearnym B zmieniają się ich końcówki – deklinacja jest cechą charakterystyczną języków takich jak łacina czy greka. Podążając tym śladem, Michael Ventris skonstruował serię siatek łączących znaki z tabliczek ze spółgłoskami i samogłoskami (pomysł konstrukcji siatek pochodził od Alice Kober, Ventris tylko go rozszerzył). W międzyczasie Ventris starał się dowiedzieć jak najwięcej o strukturze języka Mykeńczyków.
Niektóre z tabliczek z pismem linearnym B zostały odkryte na kontynencie i dlatego były powody, aby wierzyć, że pewne łańcuchy znaków zawarte na kreteńskich tabliczkach były nazwami własnymi. Ventris założył, że nazwy własne pojawiające się na tabliczkach są w rzeczywistości nazwami miast znajdujących się na wyspie. To przypuszczenie okazało się poprawne. Wykorzystując je Ventris szybko wykazał, że język pisma linearnego B był językiem greckim (choć jeszcze na początku lat 50. odnosił się do tego pomysłu sceptycznie), co obaliło ostatecznie hipotezę Evansa o tym, że cywilizacja minojska była cywilizacją odrębną od wówczas istniejących. 1 lipca 1952 w wywiadzie udzielonym BBC Ventris ogłosił z całą pewnością, że język pisma linearnego B jest archaiczną greką, starszą od języka Homera o pięćset lat. Informacja ta zaskoczyła środowisko uczonych, większość z nich uznała wiadomość za absurdalną. Jedną z tych osób był ekspert od klasycznej greki John Chadwick, jednak po zapoznaniu się z wynikami badań Ventrisa nie tylko stał się jego orędownikiem, ale przyczynił się także do dalszych postępów w badaniach, ponieważ znajomość starogreckiego przez Ventrisa okazała się niewystarczająca. Wyniki swoich prac opublikowali w trzytomowej monografii Documents in Mycenean Greek opublikowanej w 1956 roku (już po śmierci Ventrisa).

## Tablica znaków
| Grupa znaków pisma linearnego B występujących w formie spółgłoska-samogłoska. | Grupa znaków pisma linearnego B występujących w formie spółgłoska-samogłoska. | Grupa znaków pisma linearnego B występujących w formie spółgłoska-samogłoska. | Grupa znaków pisma linearnego B występujących w formie spółgłoska-samogłoska. | Grupa znaków pisma linearnego B występujących w formie spółgłoska-samogłoska. | Grupa znaków pisma linearnego B występujących w formie spółgłoska-samogłoska. | Grupa znaków pisma linearnego B występujących w formie spółgłoska-samogłoska. | Grupa znaków pisma linearnego B występujących w formie spółgłoska-samogłoska. | Grupa znaków pisma linearnego B występujących w formie spółgłoska-samogłoska. | Grupa znaków pisma linearnego B występujących w formie spółgłoska-samogłoska. | Grupa znaków pisma linearnego B występujących w formie spółgłoska-samogłoska. |
|                                                                               | -a                                                                            | -a                                                                            | -e                                                                            | -e                                                                            | -i                                                                            | -i                                                                            | -o                                                                            | -o                                                                            | -u                                                                            | -u                                                                            |
| ----------------------------------------------------------------------------- | ----------------------------------------------------------------------------- | ----------------------------------------------------------------------------- | ----------------------------------------------------------------------------- | ----------------------------------------------------------------------------- | ----------------------------------------------------------------------------- | ----------------------------------------------------------------------------- | ----------------------------------------------------------------------------- | ----------------------------------------------------------------------------- | ----------------------------------------------------------------------------- | ----------------------------------------------------------------------------- |
|                                                                               | 𐀀                                                                             | a *08                                                                         | 𐀁                                                                             | e *38                                                                         | 𐀂                                                                             | i * 28                                                                        | 𐀃                                                                             | o *61                                                                         | 𐀄                                                                             | u * 10                                                                        |
| d-                                                                            | 𐀅                                                                             | da *01                                                                        | 𐀆                                                                             | de *45                                                                        | 𐀇                                                                             | di *07                                                                        | 𐀈                                                                             | do * 14                                                                       | 𐀉                                                                             | du *51                                                                        |
| j-                                                                            | 𐀊                                                                             | ja *57                                                                        | 𐀋                                                                             | je *46                                                                        |                                                                               |                                                                               | 𐀍                                                                             | jo *36                                                                        |                                                                               |                                                                               |
| k-                                                                            | 𐀏                                                                             | ka *77                                                                        | 𐀐                                                                             | ke *44                                                                        | 𐀑                                                                             | ki *67                                                                        | 𐀒                                                                             | ko *70                                                                        | 𐀓                                                                             | ku *81                                                                        |
| m-                                                                            | 𐀔                                                                             | ma *80                                                                        | 𐀕                                                                             | me * 13                                                                       | 𐀖                                                                             | mi *73                                                                        | 𐀗                                                                             | mo * 15                                                                       | 𐀘                                                                             | mu * 23                                                                       |
| n-                                                                            | 𐀙                                                                             | na *06                                                                        | 𐀚                                                                             | ne * 24                                                                       | 𐀛                                                                             | ni *30                                                                        | 𐀜                                                                             | no *52                                                                        | 𐀝                                                                             | nu *55                                                                        |
| p-                                                                            | 𐀞                                                                             | pa *03                                                                        | 𐀟                                                                             | pe *72                                                                        | 𐀠                                                                             | pi *39                                                                        | 𐀡                                                                             | po * 11                                                                       | 𐀢                                                                             | pu *50                                                                        |
| q-                                                                            | 𐀣                                                                             | qa * 16                                                                       | 𐀤                                                                             | qe *78                                                                        | 𐀥                                                                             | qi * 21                                                                       | 𐀦                                                                             | qo *32                                                                        |                                                                               |                                                                               |
| r-                                                                            | 𐀨                                                                             | ra *60                                                                        | 𐀩                                                                             | re * 27                                                                       | 𐀪                                                                             | ri *53                                                                        | 𐀫                                                                             | ro *02                                                                        | 𐀬                                                                             | ru * 26                                                                       |
| s-                                                                            | 𐀭                                                                             | sa *31                                                                        | 𐀮                                                                             | se *09                                                                        | 𐀯                                                                             | si *41                                                                        | 𐀰                                                                             | so * 12                                                                       | 𐀱                                                                             | su *58                                                                        |
| t-                                                                            | 𐀲                                                                             | ta *59                                                                        | 𐀳                                                                             | te *04                                                                        | 𐀴                                                                             | ti *37                                                                        | 𐀵                                                                             | to *05                                                                        | 𐀶                                                                             | tu *69                                                                        |
| w-                                                                            | 𐀷                                                                             | wa *54                                                                        | 𐀸                                                                             | we *75                                                                        | 𐀹                                                                             | wi *40                                                                        | 𐀺                                                                             | wo *42                                                                        |                                                                               |                                                                               |
| z-                                                                            | 𐀼                                                                             | za * 17                                                                       | 𐀽                                                                             | ze *74                                                                        |                                                                               |                                                                               | 𐀿                                                                             | zo * 20                                                                       |                                                                               |                                                                               |